# Sorrys & Ferraris
Sorrys & Ferraris è un singolo del rapper statunitense Polo G, pubblicato il 16 febbraio 2024 dalla Columbia.

## Accoglienza
Talli Spencer di HotNewHipHop ha scritto una recensione positiva sulla canzone, affermando come il brano «mostrasse l'abilità di Polo G come narratore e paroliere, offrendo una narrazione forte e d'impatto».

## Video musicale
Il video musicale del brano è stato diretto da Arrad e mostra Polo Gin un garage pieno di Ferrari rosse mentre si diverte con i suoi amici. Vengono inoltre proposte immagini di alcune Ferrari che corrono lungo la strada e clip ritraenti il rapper mentre si trova su un jet privato, ad una festa di compleanno e in spiaggia.

## Classifiche
| Classifica (2024) | Posizione massima |
| ----------------- | ----------------- |
| Stati Uniti       | 109               |